# Clarbec
Clarbec ist eine französische Gemeinde mit 321 Einwohnern (Stand 1. Januar 2022) im Département Calvados in der Region in der Normandie. Sie gehört zum Arrondissement Lisieux und zum Kanton Pont-l’Évêque. 
Sie grenzt im Norden an Beaumont-en-Auge und Reux, im Osten an Saint-Hymer, im Süden an Formentin, im Südwesten an Bonnebosq, im Westen an Valsemé und im Nordwesten an Drubec.

## Bevölkerungsentwicklung
| Jahr      | 1962 | 1968 | 1975 | 1982 | 1990 | 1999 | 2008 | 2015 |
| --------- | ---- | ---- | ---- | ---- | ---- | ---- | ---- | ---- |
| Einwohner | 274  | 309  | 265  | 251  | 264  | 275  | 361  | 370  |